# REVENGER
『REVENGER』（リベンジャー）は、亜細亜堂制作による日本のテレビアニメ。2022年9月30日に制作が発表され、TOKYO MXほかにて2023年1月から3月まで放送された。
ニトロプラスと松竹が手がけるオリジナルアニメ作品であり、ストーリー原案・シリーズ構成をニトロプラス所属の虚淵玄が務めた。

## あらすじ
架空の歴史をたどった長崎が舞台。薩摩藩士の繰馬雷蔵は陰謀により、その企てを知らぬまま許婚の父を殺した上、自分までも始末されそうになる。雷蔵を救ったのは、その間に出会っていた碓水幽烟たちの利便事屋（りべんごとや）。その実態は、力無き者が残した「恨噛み小判」の依頼を受けて復讐を請け負うREVENGER（りべんじや）であった。
利便事屋が行う利便事（りべんじ）に協力し、薩摩藩の松峰を自身で打ち取るも生き場を失った雷蔵は、リーダーである碓水幽烟の誘いの元、その流れで利便事屋の仲間となる。やがて彼らは阿片密売を巡る長崎の暗部に立ち入ることになる。

## 登場人物

### 利便事屋
繰馬 雷蔵（）
声 - 笠間淳
本作の主人公。元薩摩藩士で剣術の達人。武士として生きていたため純粋かつ不器用で、世間の実情には疎い。
阿片密売を巡る陰謀に巻き込まれ、許嫁の父親を殺め、許嫁も自害するという不幸を背負うが、復讐に協力した利便事屋に加入。剣以外の趣味を持たない生真面目な性格だったが、任務で草双紙屋の店番をした際、絵の才能に目覚め、碓心（たいしん）の雅号で亡き許嫁を絵に描くようになった。
元々非常に高い踏込速度を持つ剣の腕を持つが、利便事屋以降は靴底のスパイクが出し入れできるブーツを履き、高速の踏み込みから一気に敵の至近距離に接近し、速度を乗せたまま一閃。対象の自覚のないまま斬殺する。また、不意打ちなど戦闘術も多様。

碓水 幽烟（）
声 - 梅原裕一郎
利便事屋のリーダーで蒔絵師。物腰の柔らかさと悩み事を持つ者への対応力を持つ反面、その本心が見えない一面も持つ。
利便事時では強い衝撃で崩壊する金箔で敵の顔を覆い、外傷もないまま窒息死させる。背中には邪教とされた信仰の本尊「サンタマリア」が刺青として示されており、対象に対して懺悔を迫る。

叢上 徹破（）
声 - 武内駿輔
筋肉自慢の町医者。元海賊の無頼でもあり、潮の香りのする長崎で生活する傍ら利便事をすると共に、普段の自身の破壊衝動を抑え込む意味も含めて、貧乏ながら生きる者にも町医者をしているため慕われている。普段は眼鏡をかけているが、利便事では仕掛けるときに外している。
様々な器械を自作しており、利便事時ではからくり仕掛けの弓（化合弓）をその筋肉で引き、遥か遠い敵を豪快に射殺する。無論、その筋肉を駆使した無差別格闘戦も得意とする。

鳰（）
声 - 金元寿子
遊郭に出入りする両性具有の少年で、その素振りから少年とも小娘とも見られる。普段は長崎凧の製作に勤しむ。
年相応に無邪気に振る舞うが、計算高さも併せ持つ。一般的な人間の持つ倫理観を超越した思考の持ち主であり、その気次第で容易に殺害にも踏み込める。元は見世物小屋に居たところを幽烟がまっとうな人として生きれるようにと引き取ったこともあり、利便事屋のリーダーである幽烟の判断が優先される。
利便事時では長崎凧でも利用されるガラス片を塗った凧糸を利用した絞殺を得意とする。凧挙げを利用した応用も得意とする。

惣二（）
声 - 葉山翔太
賭博と酒が好きな遊び人。長屋での自堕落な生活とは裏腹に情に深い性格である。
利便事屋に加入し相部屋になった雷蔵をうとましく思いつつ、兄貴分として色々気にかけている。
利便事時では鉄片を仕込んだ暗器花札を投げつけ、敵の急所を狙って切る。

### 利便事屋の関係者
ジェラルド 嘉納（）
声 - 大塚明夫
黒眼鏡の司祭。利便事屋を取り仕切っている元締め。半壊した礼拝堂を拠点としている。
世間により抑えられた信仰生活により、デウスの元、変わってリベンジ（復讐）を代行するのが利便事屋であるという独自主義を持つ。
特に島原の乱を経たことにより、取り締まった奉行所の所業には不審を前提とした感情を抱いている。
阿片騒動に乗じて九州に「神の国」を作ることをもくろむ。
漁澤 陣九郎（）
声 - 子安武人
遊郭に入り浸っている長崎奉行所の役人。その表の素行からか廓勤めの「かいまき与力」と一部からあだ名されているが、情報通かつそれを狡猾に利用するほどの切れ者。
いわれなき厄介事に手を染めた役人に対して、保身の為引っ立てられた人物の取り調べで差し出された恨噛み小判を介して幽烟に利便事の依頼を投げることすら厭わない裏の側面を持つ。碓水幽烟を何かと呼び付けるぐらい既知の間柄であり、世間話を装って裏でやろうとしている奉行所の情報を流し、間接的に幽烟を動かしている。
修道女
声 - 武田華
礼拝堂でジェラルドに仕える修道服姿の女性。10話では賭場の壷振りでいかさまをしたり、巫女のような姿で惣二に雷蔵のことを調べるよう命じるなど謎が多い。11話の嘉納のセリフによればアンゲリアと敵対する立場らしい。

### ライバルの殺し屋
遍路の貞（）
声 - 諏訪部順一
四国八十八箇所を巡る遍路の旅をしていたという不品行の僧侶。
配下の三人を長崎に呼び寄せる。金錫を持つ。金を積まれれば内容問わず殺しを引き受ける。
鷹目の一八（）
声 - 加瀬康之
狙撃銃使い。屋根に足袋とわらじ履きで上り照準器で獲物を狙う。

手裏剣の与太郎（）
声 - 阿部敦
手裏剣使い。トンボ眼鏡のようなゴーグルを額にかけた細身の男。

旋棍の捨（）
声 - 永塚拓馬
トンファー使い。紫の紋入り風呂敷を頭巾にして被る。

### 利便事のターゲットなど
松峰 丞之進（）
声 - 玉野井直樹
薩摩藩士で雷蔵の上役。物語で最初の利便事対象。

天目屋（）
声 - 杉野田ぬき
息子の嫁を騙して女郎に売りとばす。

坂田 秋水（）
声 - 花輪英司
奉行所内での漁澤のライバル。阿片を密売に関係している。

阿澄屋の妾（）
声 - 豊口めぐみ
坂田が阿片を仕入れた店の妾で店主代理。ふだん店主は姿を隠している。

堂庵（）
声 - 速水奨
旅芸人一座の座頭。山の民をさらって芸を仕込み、見世物にしている。

蛇女（）
声 - 進藤尚美
旅芸人一座の座員。一人だけ利便事されなかった。さらわれた子たちを逃がす。

火吹きダルマ（）
声 - 堀総士郎
同じく旅芸人一座の座員。口から火を吐く太っちょ。
法円尼（）
尼寺を阿片窟にして男娼に売春させるとともに、檀家や買春客を阿片中毒に引きずり込む。

### 依頼人その他
比良田（）
声 - 小柳基
雷蔵の婚約者ゆいの父。物語で最初の利便事依頼人。松峰に騙された雷蔵が悪人と思い殺してしまう。

唯（）
声 - 原由実
雷蔵の婚約者。父と婚約者を同時に失ったと思い傷心のあまり自害していた。
利便事屋一行が薩摩入りした際、碓水から父親を手に掛けたのが雷蔵と知らされた。雷蔵が家を乗っ取るため自分と父親をだましたと激しい怒りにかられ、碓水に恨噛み小判を渡して雷蔵への復讐を依頼して自害した。碓水によって雷蔵は死んだものとみなし、小判は谷に捨てられた。
はな
声 - 指出毬亜
惣二と雷蔵が二階を間借りしている家主の娘。
劉大人（）
声 - 平川大輔
港に隣接する唐人街の顔役で武術の達人。長髪でぱっつん前髪にして切りそろえ、口紅を引いた中性的な清国人。
その強さは劉の出自を知らぬまま利便事屋として正対した雷蔵が一瞬で昏倒させられるほど。
実は林則徐の部下であり、日本へ持ち込まれた阿片を始末するためにやってきた。

市之丞（）
声 - 鵜澤正太郎
武家崩れの陰間。女装して尼寺で僧侶や尼僧などを相手にもぐり売色をしている。

宍戸 斎門（）
声 - 岡本信彦
商人たちの元締めである長崎会所の商人。奉行所に顔が利く。
人の苦しみを楽しむ性癖の持ち主で、礼拝堂と阿片流出事件に関わる。

## スタッフ
- 原作 - 利便事屋[4]
- 企画 - 松竹、亜細亜堂、ニトロプラス[4]
- 監督 - 藤森雅也[4]
- 助監督 - 松尾晋平
- ストーリー原案・シリーズ構成 - 虚淵玄（ニトロプラス）[4]
- 脚本 - 虚淵玄（ニトロプラス）、大樹連司（ニトロプラス）[4]
- キャラクターデザイン原案 - 鈴木次郎、憂雨市[4]
- キャラクターデザイン・総作画監督 - 細越裕治[4]
- サブキャラクターデザイン - 立花希望
- 総作画監督 - 西岡夕樹、遠藤江美子[4]
- アクション作画監督 - 宮本雄岐、堀内博之
- プロップデザイン - ヒラタリョウ、石森連
- 美術監督 - 岡本穂高[4]
- 美術設定 - 須江信人、多田周平、斉婉廷、滝沢麻菜美、関根昌之
- 色彩設計 - 中野尚美[4]
- 撮影監督 - 佐藤哲平[4]
- 編集 - 松原理恵
- 時代考証 - 大石学、入江清佳、長崎市長崎学研究所
- 蒔絵監修 - 箱瀬淳一
- 題字 - 書道家万美
- 音響監督 - 藤田亜紀子[4]
- 音響効果 - 中野勝博
- 音楽 - Jun Futamata[4]
- 音楽制作 - フライングドッグ
- 音楽プロデューサー - 福田正夫、内田峻
- プロデューサー - 田坂秀将、田村智、小澤慎一朗
- アニメーションプロデューサー - 山口達也、野田巧真
- アニメーション制作 - 亜細亜堂[4]
- 製作 - REVENGER製作委員会[4]

## 主題歌
「ダウンタイマー」
レトベアによるオープニングテーマ。作詞・作曲はかいりきベア、編曲はマイキP。
「un_mute」
坂本真綾によるエンディングテーマ。作詞は岩里祐穂、作曲はSIRA、編曲は河野伸。

## 各話リスト
| 話数 | サブタイトル                 | 脚本            | 絵コンテ | 演出     | 作画監督 | 初放送日      |
| --- | ---------------------------- | --------------- | -------- | -------- | --- | ------------- |
| 第一話 | Once Upon a Time in Nagasaki | 虚淵玄 大樹連司 | 藤森雅也 | 松尾晋平 | 西岡夕樹 遠藤江美子 玉利和枝 sataりすく | 2023年 1月5日 |
| 薩摩藩士の繰馬雷蔵は藩命により長崎で阿片密売を行った比良田厳信を斬る。許嫁のゆいの父を斬った罪悪感で帰藩できない雷蔵に利便事屋の碓水が声をかける。帰路についた雷蔵を刺客が襲うが鳰が助ける。碓水は比良田から復讐依頼を受けていた。一行は薩摩藩に入り、比良田に罪を被せた松峰丞之進一味を暗殺。松峰を自らの手で斬った雷蔵は家に戻るがゆいは自害していた。                                                       |                              |                 |          |          | |               |
| 第二話 | Gold Opens Any Door          | 大樹連司 虚淵玄 | 藤森雅也 | 曽根利幸 | 近藤優次 松本朋之 | 1月12日       |
| 肺病の遊女まな（声 - ブリドカットセーラ恵美）は往診に来た叢上に自分をだまして女郎屋に売った夫の猪八（声 - 増田俊樹）と天目屋への利便事を依頼する。碓水は雷蔵を説得して仲間に入れる。叢上と雷蔵は猪八を討ち、天目屋を鳰と碓水が討った。 |                              |                 |          |          | |               |
| 第三話 | Fortune is Fickle and Blind  | 虚淵玄 大樹連司 | 藤森雅也 | 加藤顕   | 西岡夕樹 遠藤江美子 玉利和枝 sataりすく | 1月19日       |
| 長崎見物に行った雷蔵と鳰は華生屋（声 - 手塚ヒロミチ）が阿片密売で坂田秋水に逮捕されるのを目撃。雷蔵は惣二の部屋に同居する。碓水は漁澤から一月前から消息不明の雷蔵について問いただし、華生屋から預かった恨噛み小判を渡す。華生屋の女将（声 - 日野まり）は薬中毒にされて阿片を仕込んでいた。惣二と雷蔵は坂田の屋敷に侵入し利便事を果たす。叢上は碓水に雷蔵を深入りさせるなと忠告する。                           |                              |                 |          |          | |               |
| 第四話 | Ask, and You Shall Receive   | 大樹連司 虚淵玄 | 村野佑太 | 横野光代 | 鈴木春香 田中彩 西田美弥子 | 1月26日       |
| 昼間長屋にひきこもっている雷蔵に嫌気が差した惣二は雷蔵に仕事を紹介するがどれもうまくいかない。礼拝堂のジェラルドは碓水に阿片を密輸入し雲隠れしている安曇屋（声 - 志村知幸）と女将を薬中毒にした妾（声 - 豊口めぐみ）への利便事を命じる。雷蔵は妾の家の前の絵双紙屋で店番をしながら安曇屋が来るのを待つ。妾の家に現れた安曇屋を叢上が討ち妾を碓水が始末する。雷蔵は店番をしている間に絵の才能に目覚める。       |                              |                 |          |          | |               |
| 第五話 | Love Never Dies              | 大樹連司 虚淵玄 | 松尾晋平 | 横野光代 | 西岡夕樹 遠藤江美子 玉利和枝 sataりすく ジャカルタカルカッタ軽田                                                                              | 2月2日        |
| 長崎にやってきた見せ物一座の堂庵は子供をさらい、碓水に鳰を取り戻したいと持ちかける。鳰は一座にさらわれた子供に小判を噛ませ恨噛み小判として利便事屋に持ち込む。雷蔵たちは一座を襲撃。碓水は子供たちを逃がす。堂庵は美しく装った鳰に見惚れながら殺される。 |                              |                 |          |          | |               |
| 第六話 | Adversary Advent             | 大樹連司 虚淵玄 | 村野佑太 | 曽根利幸 | 近藤優次 松本朋之 | 2月9日        |
| 唐人街が雷蔵の命を狙う。雷蔵は一人で唐人街に赴き、劉の一味に捕らえられ阿片の在りかを吐けと拷問される。雷蔵は利便事屋の仲間に救出されるが、背景には隠された密輸阿片と長崎会所の宍戸斎門がいた。 |                              |                 |          |          | |               |
| 第七話 | Rosy Pitfall                 | 大樹連司        | 藤森雅也 | 加藤顕   | 西岡夕樹 玉利和枝 大竹紀子 sataりすく ジャカルタカルカッタ軽田                                                                                | 2月16日       |
| 松峰の阿片が長崎に隠されていると知った雷蔵は動揺を抑えられない。尼寺「法円寺」では阿片中毒の陰間が僧侶に売られていた。陰間の市之丞の恨噛み小判が利便事屋に届く。利便事屋は尼たちを始末するが唐人街の劉が現れ雷蔵と一戦交える。漁沢は長崎奉行に呼び出され、長崎会所の宍戸が持ち込んだ恨噛み小判について調べるよう命じられる。                                                                                   |                              |                 |          |          | |               |
| 第八話 | Two of a Trade Never Agree   | 大樹連司 虚淵玄 | 葉摘田緒 | 白石道太 | 川本和孝 谷口繁則 清水椋大 上赤由香里 鈴木莉乃 服部未夢 藤彩七 遠藤里蘭 森泉亜矢子 懸田扇子 江島あかり 竹内寛 西原千晶 秦相子 紫灯珈 矢田起也 | 2月23日       |
| 雷蔵は碓心（たいしん）の雅号でゆいの姿を描き続ける。碓水は作業用の家を提供する。礼拝堂は歯形のない大判で劉への利便事を依頼。恨みの証がない依頼に一同は揉めたあげく、鳰が適当な歯形をつけにいくことになった。宍戸は遍路の貞に利便事を依頼。雷蔵は唐人街で劉と対峙するが、貞の手下が劉を狙撃する。 |                              |                 |          |          | |               |
| 第九話 | Mutual Understanding         | 大樹連司        | 松尾晋平 | 横野光代 | 鈴木春香 田中彩 虎高昇 遠藤江美子 | 3月2日        |
| 利便事屋は重傷を負った劉を匿い手当てする。劉は清国で阿片を取り締まる役人でアンゲリアが長崎に隠した阿片を探していた。貞一派は唐人街を襲撃。雷蔵は瀕死の劉に小判を噛ませて利便事屋の依頼とする。貞と宍戸は礼拝堂から利便事屋と無関係という言質を取り、唐人街の利便事を依頼する。大量の阿片は宍戸のもとにあった。                                                                                                 |                              |                 |          |          | |               |
| 第十話 | Nowhere to Run               | 大樹連司        | 葉摘田緒 | 岡英和   | 西岡夕樹 玉利和枝 細越裕治 ジャカルタカルカッタ軽田 sataりすく                                                                                | 3月9日        |
| 劉殺しでお尋ね者になった利便事屋。碓水は礼拝堂に大判を返し噛み痕がない理由を問うがジェラルドは答えをはぐらかす。惣二は鉄火場で変装して壺を振る修道女と出会う。修道女は惣二をイカサマで勝たせ、雷蔵が助けられた事情を探れと命じる。 |                              |                 |          |          | |               |
| 第十一話 | The Die is Cast              | 大樹連司        | 藤森雅也 | 曽根利幸 | 松本朋之 近藤優次 | 3月16日       |
| ジェラルドは阿片に乗じて九州を神の国とする野望を秘めていた。惣二は碓水に雷蔵を生かした理由を問う。碓水は薩摩藩での利便事の前、ゆいに事の次第を報告したが、ゆいは父に手を下した雷蔵を恨み、小判を噛んで依頼を残していた。惣二は小判の依頼は絶対と雷蔵を付け狙うが、雷蔵は惣二を狙撃から庇う。漁沢と碓水はアンゲリアが建設した古い灯台が阿片の隠し場所と睨む。その夜、利便事屋一行は武器を手に大仕事へと向かう。 |                              |                 |          |          | |               |
| 第十二話 | The Sun Always Rises         | 大樹連司        | 藤森雅也 | 松尾晋平 | 細越裕治 西岡夕樹 遠藤江美子 玉利和枝 ジャカルタカルカッタ軽田 sataりすく 大竹紀子 芳川弥生                                                   | 3月23日       |
| 利便事屋は二手に分かれ灯台島と宍戸の屋敷を急襲。貞一派を倒し、阿片倉庫にたどり着く。宍戸はこの世を地獄にするため、碓水に阿片を託すと持ちかけるが、碓水と鳰が宍戸を殺害する。碓水たちは雷蔵は事故で死んだことにしてゆいの小判を捨て、雷蔵は絵師・碓心となる。事件からしばらくたったある日、碓心は貞一派の残党に刺され、碓水と出会った橋の下で絶命する。                                                         |                              |                 |          |          | |               |

## 放送局
| 放送期間               | 放送時間                     | 放送局     | 対象地域   | 備考                                            |
| ---------------------- | ---------------------------- | ---------- | ---------- | ----------------------------------------------- |
| 2023年1月5日 - 3月23日 | 木曜 21:00 - 21:30           | AT-X       | 日本全域   | 製作参加 / CS放送 / 字幕放送 / リピート放送あり |
|                        | 木曜 22:30 - 23:00           | TOKYO MX   | 東京都     | 製作参加 / 字幕放送                             |
| 2023年1月6日 - 3月24日 | 金曜 0:30 - 1:00（木曜深夜） | BS日テレ   | 日本全域   | BS放送 / 『アニメにむちゅ〜』枠                 |
| 2023年1月9日 - 3月27日 | 月曜 2:29 - 2:59（日曜深夜） | 関西テレビ | 近畿広域圏 | 製作参加                                        |

| 配信開始日   | 配信時間                      | 配信サイト |
| ------------ | ----------------------------- | --- |
| 2022年1月6日 | 金曜 1:00（木曜深夜）         | DMM TV |
| 2022年1月9日 | 月曜 0:00（日曜深夜）以降順次 | dアニメストア U-NEXT アニメ放題 Hulu J:COMオンデマンドメガパック auスマートパスプレミアム TELASA milplus dTV アニメタイムズ FOD バンダイチャンネル Amazon Prime Video Netflix ABEMA ひかりTV Paravi ふらっと動画 ニコニコ生放送 Rakuten TV ビデオマーケット GYAO!ストア music.jp Google Play TVer GYAO! マンガUP! |

## BD
| 巻 | 発売日        | 収録話         | 規格品番  |
| -- | ------------- | -------------- | --------- |
| 上 | 2023年4月26日 | 第1話 - 第4話  | SHBR-0693 |
| 中 | 2023年6月7日  | 第5話 - 第8話  | SHBR-0694 |
| 下 | 2023年7月5日  | 第9話 - 第12話 | SHBR-0695 |

## 漫画
アニメのコミカライズが『月刊Gファンタジー』（スクウェア・エニックス）にて、2023年2月号より2024年5月号まで連載。作画は山田リューセイが担当。
- 利便事屋（原作） / 山田リューセイ（作画） 『REVENGER』 スクウェア・エニックス〈Gファンタジーコミックス〉、全2巻
  1. 2023年7月27日発売[13]、ISBN 978-4-7575-8702-1
  2. 2024年6月27日発売[14]、ISBN 978-4-7575-9275-9

## 小説
『小説「REVENGER」』のタイトルで時海結以によるノベライズが刊行された。
- 時海結以（著）・利便事屋（原作）・虚淵玄（ニトロプラス）（ストーリー原案・シリーズ構成・脚本）・大樹連司（ニトロプラス）（脚本） 『小説「REVENGER」』 小学館、2023年4月29日第1刷発行（2023年4月24日発売[15]）、ISBN 978-4-09-386684-2

また、アニメのBlu-rayには特典として上巻に「No one knows what the future holds.」、下巻に「A man dies, his name remains.」と題した大樹連司執筆、虚淵玄監修による小説が封入されている。